# De Nieuwe Kern
De Nieuwe Kern is een geplande stadswijk in de gemeente Ouder-Amstel, gelegen tussen Amsterdam-Duivendrecht en Amsterdam-Zuidoost. De Holterbergweg doorsnijdt het gebied van noord naar zuid, dat wordt begrensd door het Amstel Business Park (vroeger Amstel III), station Duivendrecht en de Johan Cruijff ArenA.
Het plan was aanvankelijk om een woonwijk met ongeveer 4.500 woningen te bouwen. In 2022 werd gestart met het bouwrijp maken van een deel van het terrein. In de zomer van 2025 start de woningbouw, de eerste woningen worden opgeleverd in 2027. Inmiddels krijgt de woonwijk het grotere aantal van ongeveer 6.200 woningen. De verdeling wordt 30 procent sociale huur, 40 procent middenhuur en 30 procent vrije sector.
Het aantal inwoners van de gemeente Ouder-Amstel zal met de bouw van de nieuwe wijk naar verwachting bijna verdubbelen van bijna 14.000 in 2019 naar circa 25.000 ruim een decennium later.